# Saltos ornamentais no Campeonato Europeu de Esportes Aquáticos de 2014 - Plataforma 10 m individual feminino
A prova da plataforma 10 m individual feminino dos saltos ornamentais no Campeonato Europeu de Esportes Aquáticos de 2014 foi realizada no dia 22 de agosto em Berlim, na Alemanha. 

## Calendário
| Fase       | Data         | Hora  |
| ---------- | ------------ | ----- |
| Preliminar | 22 de agosto | 10:00 |
| Final      | 22 de agosto | 14:00 |

Todos os horários estão no horário local (UTC+1)

## Medalhistas
| Ouro               | Prata             | Bronze                 |
| Sarah Barrow (GBR) | Noemi Batki (ITA) | Yulia Prokopchuk (UKR) |

## Resultados
Esses foram os resultados da competição.
| Pos.              | Saltadora           | Nacionalidade | Preliminar | Preliminar | Final  | Final |
| Pos.              | Saltadora           | Nacionalidade | Pontos     | Pos.       | Pontos | Pos.  |
| ----------------- | ------------------- | ------------- | ---------- | ---------- | ------ | ----- |
| Medalha de ouro   | Sarah Barrow        | Reino Unido   | 310.70     | 3          | 363.70 | 1     |
| Medalha de prata  | Noemi Batki         | Itália        | 275.70     | 9          | 346.40 | 2     |
| Medalha de bronze | Yulia Prokopchuk    | Ucrânia       | 317.90     | 1          | 341.35 | 3     |
| 4                 | Laura Marino        | França        | 282.45     | 8          | 338.00 | 4     |
| 5                 | Maria Kurjo         | Alemanha      | 302.50     | 4          | 316.20 | 5     |
| 6                 | Yulia Timoshinina   | Rússia        | 313.45     | 2          | 304.45 | 6     |
| 7                 | Kieu Duong          | Alemanha      | 283.30     | 7          | 301.90 | 7     |
| 8                 | Ekaterina Petukhova | Rússia        | 293.95     | 6          | 297.80 | 8     |
| 9                 | Mara Aiacoboae      | Roménia       | 296.35     | 5          | 294.30 | 9     |
| 10                | Villő Kormos        | Hungria       | 243.90     | 11         | 278.05 | 10    |
| 11                | Zsófia Reisinger    | Hungria       | 243.90     | 10         | 249.00 | 11    |